# Ilhas Mamanuca

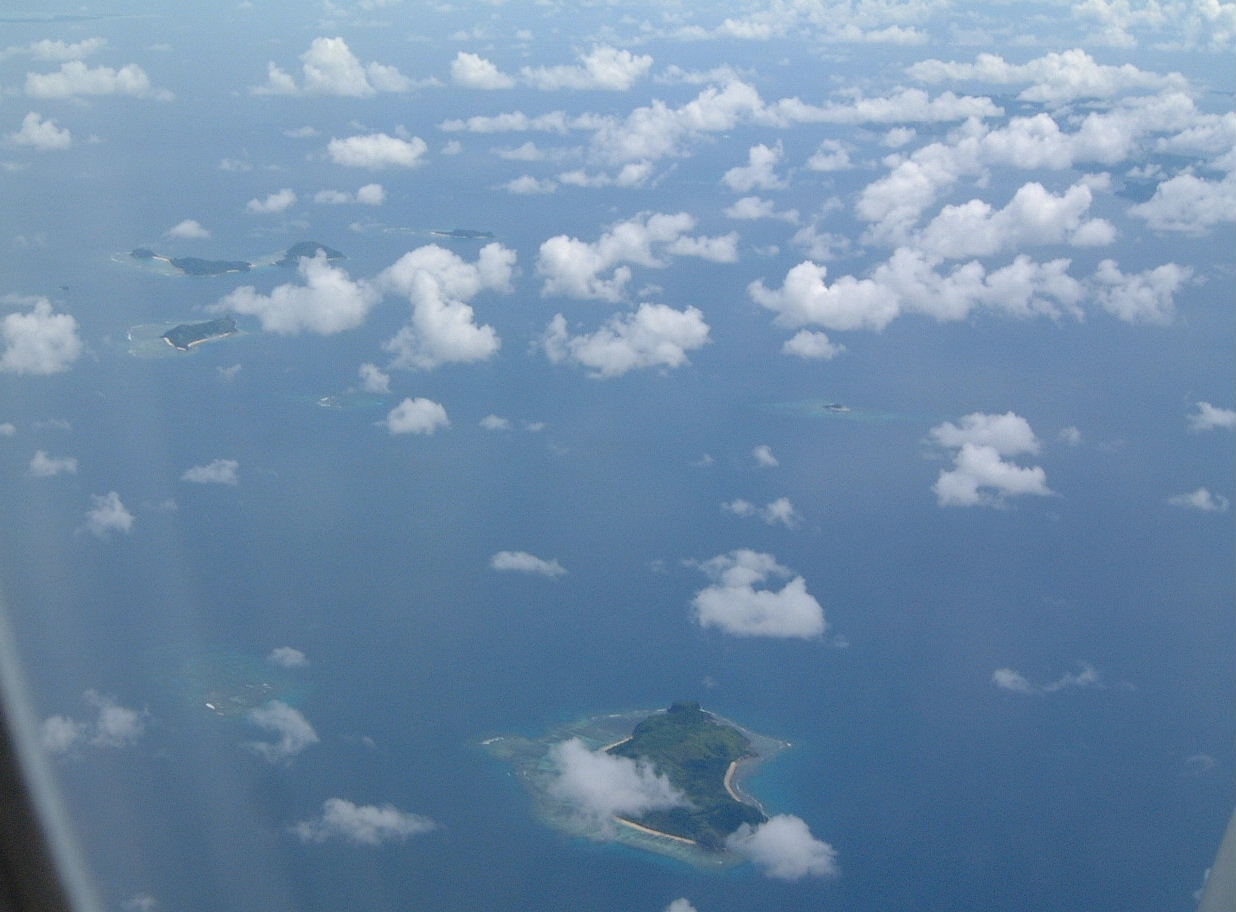
Ilha Mamanuca vista do ar

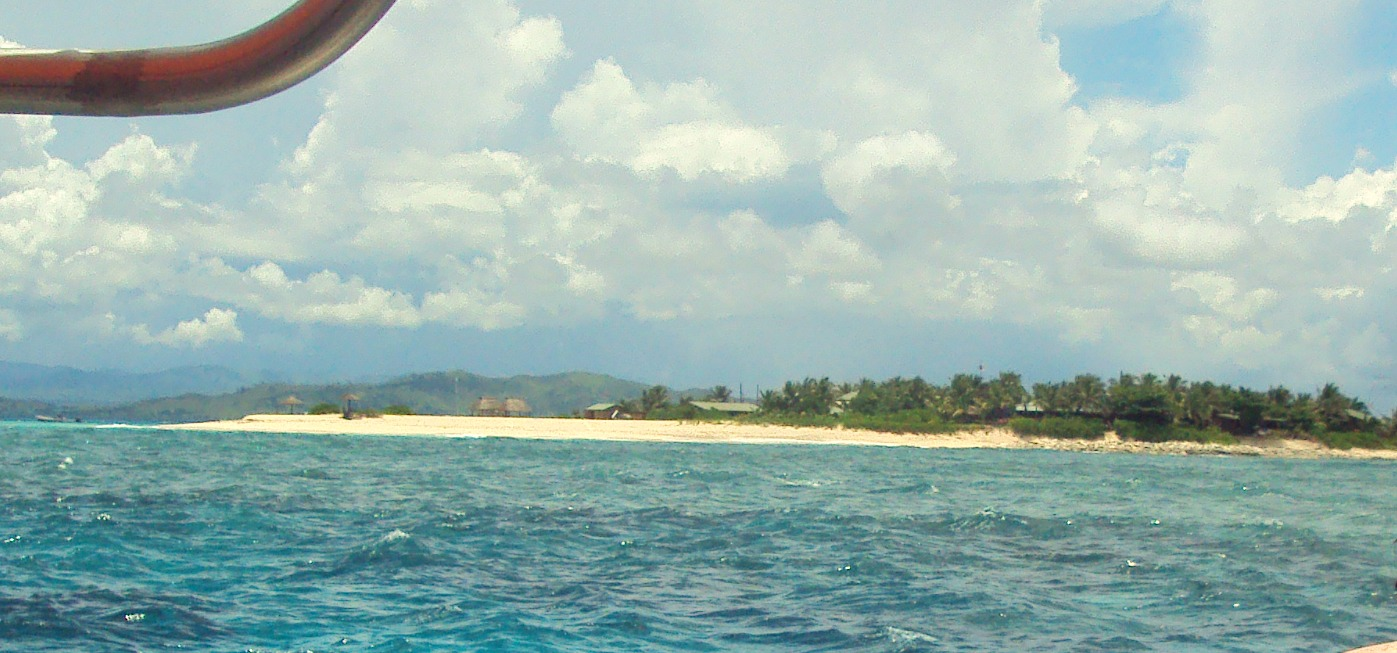
Ilha Tivua, grupo Mamanuca, Fiji

As ilhas Mamanuca são um arquipélago de origem vulcânica das Fiji, a oeste de Nadi (na ilha Viti Levu) e a sul das ilhas Yasawa. O grupo é um destino turístico muito popular, contém cerca de 20 ilhas, mas sete destas são cobertas pelo oceano na maré cheia.
As ilhas Mamanuca, ao largo de Denarau, oferecem águas cristalinas e praias arenosas com palmeiras e recifes de coral, e todo o tipo de atividades recreativas aquáticas relacionadas com o mergulho.
Uma das ilhas, Monuriki, foi o local onde foi filmado em 2000 o filme Cast Away.